# Colombie aux Jeux olympiques de la jeunesse d'été de 2010
La Colombie participe aux Jeux olympiques de la jeunesse d'été de 2010 qui se déroulent du 14 au 26 août 2010 à Singapour. Il s'agit de la première édition des Jeux olympiques de la jeunesse.  La délégation colombienne y remporte deux médailles d'or et trois en argent.

## Liste des médaillés colombiens
| Médaille | Nom                                                           | Sport         | Épreuve                     |
| -------- | ------------------------------------------------------------- | ------------- | --------------------------- |
| Or       | Juan Sebastián Gómez                                          | Tennis        | Simple garçons              |
| Or       | Jhonnatan Botero Jessica Lergada Brayan Ramirez David Oquendo | Cyclisme      | Équipe mixte                |
| Argent   | José Mena                                                     | Haltérophilie | 62 kg garçons               |
| Argent   | Mario Gamboa                                                  | Équitation    | Saut d'obstacles individuel |
| Argent   | Juan Carlos Carrillo                                          | Boxe          | 75 kg garçons               |